# Chuông đồng hồ điện Kremlin
Chuông đồng hồ điện Kremlin (tiếng Nga: Кремлёвские куранты) là một trong bộ ba vở kịch Cách mạng của nhà văn Nikolai Pogodin.